# هانس-پیتر فریدلندر
هانس-پیتر فریدلندر (آلمانی: Hans-Peter Friedländer؛ زادهٔ ۶ نوامبر ۱۹۲۰) بازیکن فوتبال اهل سوئیس بود.
از باشگاه‌هایی که در آن بازی کرده‌است می‌توان به باشگاه فوتبال گراس‌هاپر زوریخ و باشگاه فوتبال سروت ۱۸۹۰ اشاره کرد.
وی همچنین در تیم ملی فوتبال سوئیس بازی کرده‌است.